# 霍夫循道会教堂
霍夫循道会教堂（Hove Methodist Church）是英格兰南部城市布赖顿-霍夫的一部分--霍夫的一座教堂，这是该市现存6座循道会教堂之一，位于霍夫的主要道路波特兰路，建于19世纪末。
1895年，建筑师约翰·威尔斯受雇设计了这座红砖教堂，罗曼复兴风格，南立面有巨大的玫瑰窗。8年前他曾设计了霍夫的荷兰路浸信会教堂。。1896年6月3日奠基，同年12月17日开放。
1992年，霍夫循道会教堂列为二级登录建筑。